# لورا هيدالغو
لورا هيدالغو (بالإسبانية: Laura Hidalgo)‏ هي ممثلة أرجنتينية، ولدت في 1 مايو 1927 في مولدوفا، وتوفيت في 18 نوفمبر 2005 في الولايات المتحدة.

## وصلات خارجية
- لورا هيدالغو على موقع IMDb (الإنجليزية)
- لورا هيدالغو على موقع قاعدة بيانات الفيلم (الإنجليزية)